# Tosamaganga
Tosamaganga è un villaggio della Tanzania situato nella circoscrizione mista (mixed ward) di Kalenga, nel distretto rurale di Iringa, regione di Iringa.
I benedettini tedeschi della Congregazione di Sant'Ottilia vi fondarono una stazione missionaria che nel 1919 fu affidata ai missionari italiani della Consolata.
Vi sorgono scuole (la locale High School è una delle più prestigiose del paese) e ospedali.